# Charles Gidel
Charles Antoine Gidel, född 5 mars 1827 i Gannat, död 31 oktober 1899 i Paris, var en fransk litteraturhistoriker.
Gidel ägnade sig åt lärarkallet och förestod flera lyceer. Bland hans arbeten är: Imitations faites en grec depuis le douzième siècle de nos andens poèmes de chevalerie (1864), Étude sur Saint-Evremond (1866), Études sur la littérature grecque moderne (1866–1878), Discours sur J. J. Rousseau (1868), Les français du XVII:e siècle (1873) och Histoire de la littérature française depuis son origine jusqu'à nos jours (1874–1891) samt upplagor av Boileau m.fl.